# 通滕豪森朝圣教堂

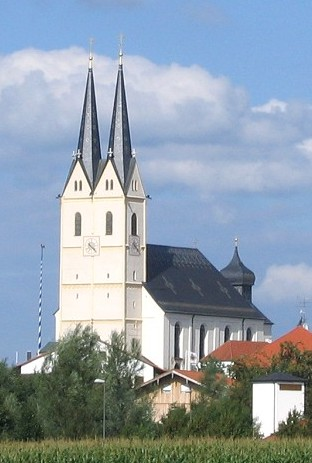

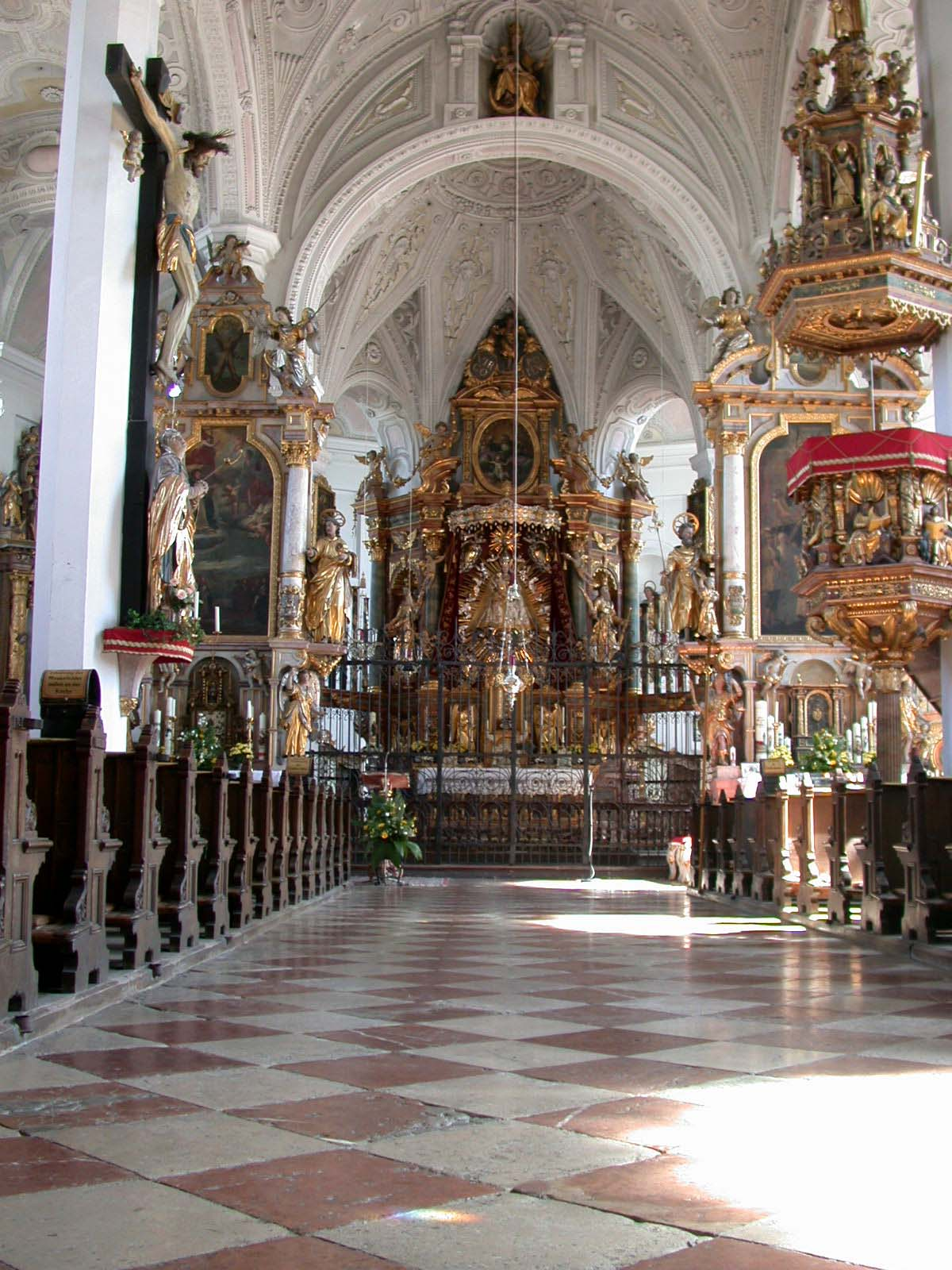

通滕豪森朝圣教堂（Wallfahrtskirche Tuntenhausen）位于上巴伐利亚行政区罗森海姆县的通滕豪森市，是老巴伐利亞最古老的圣母教堂之一。受天主教慕尼黑-弗赖辛总教区管辖。每年8月15日圣母升天节，这里举行庆祝仪式。